# 사라이 기바티
사라이 기바티(Sarai Givaty, 1982년 6월 24일 ~ )는 이스라엘의 배우, TV 사회자, 모델, 가수, 작곡가 겸 작사가이다.
티베리아스 출신으로, 이라크계와 모로코계 유대인 부모 사이에서 태어났다.

## 영화
- 내 아내의 여자 (2015년) - 사라 역
- 신과의 대화 (2014년)
- 익스펜더블 3 (2014년) - 카밀라 역
- 헤라클레스: 레전드 비긴즈 (2014년) - 사피라 역
- 페세지 (2007년) - 자라 역